# Albanie au Concours Eurovision de la chanson 2016
L'Albanie a annoncé sa participation au Concours Eurovision de la chanson 2016 à Stockholm, en Suède le 24 septembre 2015. Le pays y est représenté par Eneda Tarifa et sa chanson Fairytale.

## Sélection
L'Albanie a utilisé le Festivali I Këngës pour sélectionner son représentant. L'émission consistait en deux demi-finales, qui se sont tenues les 25 et 26 décembre, puis en une finale, le 27 décembre. 30 chansons ont participé au Festival.
Eneda Tarifa remporte le Festivali I Këngës le 27 décembre 2015 avec sa chanson Perrallë. La version en anglais de cette chanson, Fairytale, qu'elle interprète à l'Eurovision est présentée le 13 mars 2016.

### Première demi-finale
La première demi-finale a eu lieu le 25 décembre 2015, la liste des participants à cette dernière a été publiée le 4 décembre 2015.
| Ordre | Artiste          | Chanson              | Traduction                 |
| ----- | ---------------- | -------------------- | -------------------------- |
| 01    | Egzon Pireci     | Triumf               | Triomphe                   |
| 02    | Grupi Simbol     | Artiste              | Artiste                    |
| 03    | Voltan Prodani   | Dëgjoje këngën o Atë | Écoutez la chanson du Père |
| 04    | Adrian Lulgjuraj | Jeto dhe ëndërro     | Vit et rêve                |
| 05    | Sigi Bastri      | Engjëll i lirë       | Ange libre                 |
| 06    | Dilan Reka       | Buzëqesh             | Sourire                    |
| 07    | Lujz Ejlli       | Pa mbarim            | Sans fin                   |
| 08    | Nilsa Hysi       | Asaj                 | Pour elle                  |
| 09    | Orgesa Zaimi     | Një shishe në oqean  | Une bouteille à l'océan    |
| 10    | Erga Halilaj     | Monolog              | Monologue                  |
| 11    | Florent Abrashi  | Të ndjek çdo hap     | Je suis chacun de tes pas  |
| 12    | Teuta Kurti      | Në sytë e mi         | Dans mes yeux              |
| 13    | Kozma Dushi      | Një kafe             | Un café                    |
| 14    | Aslajdon Zaimaj  | Merrmë dhe sot       | Ramène-moi d'aujourd'hui   |
| 15    | Egert Pano       | Mos ik               | N'y va pas                 |

- Chansons qualifiées pour la finale

### Deuxième demi-finale
La deuxième demi-finale a eu lieu le 26 décembre 2015, la liste des participants à cette dernière a été publiée le 4 décembre 2015.
| Ordre | Artiste             | Chanson                     | Traduction                           |
| ----- | ------------------- | --------------------------- | ------------------------------------ |
| 01    | Kristi Popa         | Ajo çfarë ndjej             | Ce que je ressens                    |
| 02    | K.Kaçani & R.Smaja  | Dashuri në përjetësi        | L'amour dans l'éternité              |
| 03    | Revolt Klan         | Dashurinë s’e gjejn dot     | Nous ne pouvons pas trouver l'amour  |
| 04    | Jozefina Simoni     | Një det me ty               | Une mer avec toi                     |
| 05    | Andi Tako           | Dielli vazhdon të më ngrohë | Le soleil continue de me réchauffer  |
| 06    | Entela Zhula & Niku | Muza'                       | Muza'                                |
| 07    | Genc Tukiçi         | Sa të dashuroj              | Combien je t'aime                    |
| 08    | Evans Rama          | Flakë                       | Flamme                               |
| 09    | Besa Krasniqi       | Liroje zemrën               | Libère ton cœur                      |
| 10    | Enxhi Nasufi        | Infinit                     | Infini                               |
| 11    | Flaka Krelani       | Sje për mua                 | Tu n'es pas fait pour moi            |
| 12    | Renis Gjoka         | Ato që s’ti them dot        | Ce que je ne peux te dire            |
| 13    | Lind Islami         | Për një mrekulli            | Pour un miracle                      |
| 14    | Eneda Tarifa        | Perrallë                    | Conte de fée                         |
| 15    | Klajdi Musabelliu   | Ndodh edhe kështu           | Cela arrive également de cette façon |

- Chansons qualifiées pour la finale

### Finale
La finale a eu lieu le 27 décembre, les finalistes ayant été annoncés à la fin de la deuxième demi-finale, et sont présentés dans le tableau ci-dessous :
| Ordre | Artiste            | Chanson              | Traduction                | Place |
| ----- | ------------------ | -------------------- | ------------------------- | ----- |
| 1     | Sigi Bastri        | Engjëll i lirë       | Ange libre                | -     |
| 2     | K.Kaçani & R.Smaja | Dashuri në përjetësi | L'amour dans l'éternité   | 4     |
| 3     | Dilan Reka         | Buzëqesh             | Sourire                   | 7     |
| 4     | Adrian Lulgjuraj   | Jeto dhe ëndërro     | Vit et rêve               | -     |
| 5     | Erga Halilaj       | Monolog              | Monologue                 | -     |
| 6     | Evans Rama         | Flakë                | Flamme                    | -     |
| 7     | Jozefina Simoni    | Një det me ty        | Une mer avec toi          | -     |
| 8     | Egert Pano         | Mos ik               | N'y va pas                | -     |
| 9     | Genc Tukiçi        | Sa të dashuroj       | Combien je t'aime         | -     |
| 10    | Kozma Dushi        | Një kafe             | Un café                   | -     |
| 11    | Lujz Ejlli         | Pa mbarim            | Sans fin                  | -     |
| 12    | Teuta Kurti        | Në sytë e mi         | Dans mes yeux             | 8     |
| 13    | Besa Krasniqi      | Liroje zemrën        | Libère ton cœur           | -     |
| 14    | Nilsa Hysi         | Asaj                 | Pour elle                 | 6     |
| 15    | Kristi Popa        | Ajo çfarë ndjej      | Ce que je ressens         | -     |
| 16    | Flaka Krelani      | Sje për mua          | Tu n'es pas fait pour moi | 3     |
| 17    | Enxhi Nasufi       | Infinit              | Infini                    | 5     |
| 18    | Lind Islami        | Për një mrekulli     | Pour un miracle           | -     |
| 19    | Florent Abrashi    | Të ndjek çdo hap     | Je suis chacun de tes pas | -     |
| 20    | Eneda Tarifa       | Perrallë             | Conte de fées             | 1     |
| 21    | Renis Gjoka        | Ato që s’ti them dot | Ce que je ne peux te dire | 9     |
| 22    | Aslajdon Zaimaj    | Merrmë dhe sot       | Ramène-moi d'aujourd'hui  | 2     |

- Chanson gagnante
- Chanson ayant terminée deuxième
- Chanson ayant terminée troisième

## À l'Eurovision
L'Albanie a participé à la deuxième demi-finale, le 12 mai 2016, mais ne s'est pas qualifiée pour la finale du 14 mai 2016.